# Terminología Humphrey-Parkes
La terminología Humphrey-Parkes  es un sistema de nomenclatura para el plumaje de las aves. Antes del sistema de Humphrey-Parkes, el plumaje era nombrado de acuerdo a la creencia de que ciertos plumajes eran de reproducción y otros no. Sin embargo, como dicho sistema no funcionaba correctamente en todos los casos, se introdujo el nuevo sistema Humphrey-Parkes.
Bajo la nomenclatura Humphrey-Parkes, el plumaje principal del adulto (especialmente cuando es producido por una muda completa), se llama plumaje básico. En la mayoría de las aves, el plumaje no reproductivo, el cual es usado por más tiempo que el plumaje reproductivo, se conoce como el plumaje básico. En aves que mudan sólo una vez al año, el plumaje regular y único es conocido como plumaje básico.
En algunas aves, ocurre una muda parcial antes de la reproducción, este plumaje se conoce como plumaje alternativo (equivalente al "plumaje reproductivo" del sistema antiguo). Si un ave produce un tercer plumaje adicional, se conoce entonces como plumaje suplementario. Este plumaje se halla más frecuentemente en lagópodos. El plumaje único de un ave juvenil se conoce como plumaje juvenil.
Cuando el ave está mudando, la muda se conoce según sea el caso como prejuvenil, prebásica, prealternativa, o presuplementaria.
Para aves que no mudan completamente al plumaje adulto completo la primera vez, se usa un sistema de numeración para significar que plumaje es el que esté en uso. Por ejemplo, para la primera vez que un ave entra al plumaje básico, el plumaje se conoce como primer plumaje básico, la segunda vez, segundo plumaje básico. Los números se abandonan luego que el ave alcanza su plumaje de adulto completo.